# Gertrude Elizabeth Livingston
Gertrude Elizabeth Livingston, alias Nora (née le 17 mai 1848 à Sault-Sainte-Marie au Michigan et décédée le 24 juillet 1927 à Val-Morin au Québec) est une garde-malade graduée qui permet l'ouverture d'une école d'infirmières dans l'Hôpital général de Montréal en 1890. Elle permettra d'ailleurs l'avancement du travail féminin bénévole en soins médicaux à une valorisation du travail professionnel féminin salarié.

## Biographie
Les parents de Gertrude Elizabeth Livingston sont John et Margaret Livingston. En 1850, au moment du recensement dans le Michigan, son père est marchand dans la ville de naissance de Nora, Sault-Sainte-Marie, et fut capitaine dans l'armée britannique. La famille déménage à Como (Hudson) dans la province de Québec lors de la retraite du militaire. Nora va quitter la demeure familiale pour retourner aux États-Unis pour les études.

### Formation
Elle choisit une carrière de garde-malade et elle étudie à la Training School for Nurses du New York Hospital. Quelques années plus tard, elle obtient son diplôme dans cette institution. Après ses études, elle travaille au New York Hospital comme garde-malade. Au même moment, les féministes utilisent la nature des femmes pour propulser leurs revendications, bref, les femmes sont naturellement plus avantagées pour  prendre soin des malades. C'est pour cette raison que Gertrude Livingston choisit la profession d'infirmière au départ, mais elle est surtout inspirée par l'Anglaise, Florence Nightingale, qui croit à une conception révolutionnaire du métier. Cette vision est fondée sur le sexe du métier, mais aussi que la profession n'est pas accessible à toutes, que ce métier demande des qualifications spécifiques.

### Parcours professionnel à l'Hôpital général de Montréal
Après plusieurs tentatives de la part de la direction du Hôpital général de Montréal pour trouver une surintendante, c'est Gertrude Livingston qui prendra ce poste le 20 février 1890. Son rôle est de s'occuper de la gestion de l'établissement (sons infirmiers et gestion des employés). Avant que Nora prenne le poste, il existait une ambiguïté dans la répartition du travail entre la surintendante générale et l'infirmière en chef. 
En effet, entre 1875 et 1889, de nombreuses surintendantes se succèdent dans l'établissement médical de Montréal. Celles-ci ont essayé d'ajouter des normes d'hygiène et de structurer les soins infirmiers, telle Maria Machin. Par contre, le travail difficile et la précarité de l'emploi seront les deux causes de roulement des surintendantes. D'ailleurs, ce sont des femmes mariées, les matrons, qui sont engagées comme surintendantes. Il est primordiale de mentionner que les religieuses, les Filles de la Sagesse, viennent aussi soutenir les soins médicaux à l'Hôpital général de Montréal. Depuis de nombreuses années, le travail des soins personnels et médicaux est associé aux femmes, peu importe leur statut marital dans ce cas-ci.   
Sur le conseil du chirurgien du Hôpital général de Montréal, Francis John Shepherd, elle posa sa candidature dans ce même établissement. À l'acceptation de l'emploi, elle demande d'avoir deux infirmières d'expérience auprès d'elle et ne prendrait aucune tâche domestique. En 1890, son salaire annuel est de 800 $ et elle a sa charge 30 à 35 infirmières qui couvrent 165 lits. Durant ses premiers mois en poste, elle modifie les tâches du personnel et fait des préparatifs pour l'ouverture de l'école d'infirmières demandée par le bureau médical du Hôpital général de Montréal. En effet, comme Florence Nightingale, elle souhaite séparée la femme et la professionnelle. À l'époque, au Canada, il n'y a qu'une école d'infirmières, la St.Catharines Training School and Nurses' Home. Elle ouvrit ses portes en 1874 en Ontario. De nombreuses infirmières vont quitter aux États-Unis pour acquérir une plus grande expérience,.

## Première école de gardes-malades au Québec
L'ouverture officielle de l'école d'infirmières se fait le 1er avril 1890 par l’accueil des élèves, c'est Nora Livingston qui sera à sa tête. Dès le mois de juillet, près de trente femmes sont déjà inscrites et celles-ci furent choisies sur 180 demandes d'admission. Après une probation de deux mois, ces futures infirmières étudient pendant deux ans avant d'obtenir leur diplôme. Par contre, la première remise de diplôme eut lieu l'année suivante, car l'expérience a permis de ralentir le parcours de six étudiantes à un an. D'ailleurs, lors de cette cérémonie, Nora Livingston oblige à celles-ci de porter serment à son nouveau code d'éthique des gardes-malades. Il faut mentionner que ce sont les Canadiennes anglaises qui seront les pionnières dans le domaine médical dans la professionnalisation du métier et dans la standardisation du milieu hospitalier.  En 1894, le programme de garde-malade passe à trois ans d'étude et la coordination du contenu pédagogique est sous la supervision d'un comité externe. Mais, c'est qu'en 1899 qu'un réel programme de formation est mis sur pied par le bureau médical de l'hôpital et par la surintendante. En 1906, une enseignante est engagée pour l'enseignement complet des infirmières. C'est Flora Madeline Shaw qui sera la première.   
Dans cette école, Nora Livingston est chargée de toute la portion administrative des soins infirmiers et des gardes-malades ; recrutement, formation, mise à pied et conditions de travail, etc. Par contre, le conseil d'administration doit toujours donné son approbation avant la mise en place d'un nouvel élément. En raison de ce statut, elle s'assure de propulser la réputation de l'Hôpital général de Montréal. En effet, elle voit à la sélection stricte, à la formation, à la discipline de travail et de vie. Elle s'attend à une éducation supérieure de la part de toutes les candidates. Son institution est donc, pour elle, une école supérieure à toutes les écoles des autres hôpitaux avoisinantes. Les règles internes doivent être suivi à la lettre, sinon les candidates sont renvoyés ou suspendues pendant quelques mois (respect de l'uniforme ou des normes de lever ou coucher). Pour cette dame, la standardisation et la professionnalisation du métier sont importants, ces éléments permettent de s'imbriquer dans des mouvements féministes locaux et internationaux. En effet, les féministes de l'époque essayent de créer une distinction dans la sphère privée et la sphère professionnelle pour permettent aux femmes d'être plus active sur le plan politique. Grâce cette surintendante et au statut acquit de cette institution, en 1903, l'institution montréalaise accepte que des étudiantes provenant de son école. En effet, cela a permis aux gardes-malades diplômées d'obtenir une reconnaissance formelle et une différenciation dans le domaine médical, mais surtout d'un point de vue sexuelle. En effet, à l'époque, le métier de médecins est masculin, tandis que le poste de gardes-malades est réservé aux femmes. D'ailleurs, l'importance de Nora Livingston est tellement important que les règlements internes de l'institution médicale mentionne que tous les pouvoirs sont donnés à la surintendante. Gertrude Livingston a voulu permettre aux infirmières d'avoir de nombreuses connaissances scientifiques et ainsi un statut valorisé pour le travail de nature plus féminin. De plus, dès 1905, l'hôpital met en place une échelle salariale en fonction des responsabilités. Les femmes ne gagneront pas autant, mais leur travail sera valorisé. Bref, leur travail n'inclut pas les tâches ménagères, il y a donc une différenciation par rapport à la nature de leur sexe et des tâches associées à la sphère privée. Ces diplômées n'ont pas le même rôle dans leur vie personnelle et professionnelle.    
Finalement, Nora Livingston prendra sa retraite en 1919, après 29 ans de service.

## Son héritage
Grâce à spécialisation des tâches des gardes-malades mise en place dès 1890, Gertrude Elizabeth Livingston a permis de déterminer les tâches spécifiques des infirmières et de se séparer des tâches dites traditionnellement féminines ou dans la sphère familiale. D'ailleurs, c'est aussi grâce à elle, que les infirmières n'ont plus de tâches domestiques ou ménagères, ce sont plutôt d'autres employés qui se chargent de celles-ci, il y a un abandon des repères sexuels,. Par ses actions, elle a permis de professionnaliser un métier traditionnellement féminin. Comme à l'époque, le calque du parcours des médecins a permis l'obtention d'une reconnaissance pour ces femmes. 
D'ailleurs, l'institution médicale fut reconnue à travers le Québec et le Canada, tant le milieu anglophone ou francophone. Maintenant, l'établissement est annexée à la faculté de médecine de l'Université McGill. La structure implantée par Nora Livingston sera un modèle pour les prochaines institutions scolaires et médicales. Étant reconnue comme une pionnière dans la profession d'infirmière, elle vit l'ouverture du Livingston Club (1905), association féminine professionnelle des gardes-malades diplômées, et, après son décès, une bourse d'études empruntera son nom, soit la Nora Livingston Scholarship Fund (1940).
Depuis 1955, une aile de l'Hôpital général de Montréal est nommé en l'honneur de cette garde-malade qui a mené à terme l'ouverture d'une école de soins infirmiers, soit l'édifice Nora Livingston. 